# Joksán
Joksán (héberül: יָקשָׁן yoqšān, jelentése: madarász, vétek vagy kopogás) a Héber Biblia szerint Ábrahám ószövetségi pátriárka és Ketúrá hat közös fiának egyike. Joksánnak öt fivére volt: Zimrán, Médán, Midián, Isbák és Suakh. Mellettük pedig két féltestvére volt: Ismáel és Izsák.
A Biblia nem sokat árul el Ábrahám és Ketúrá gyermekeinek történetéről. Az Ótestamentum alapján mindössze annyit tudunk Joksánról, hogy feltehetőleg Beershebában született. Ez volt az a város, ahová Ábrahám betért miután az Úr parancsára megpróbálta feláldozni fiát, Izsákot. Az ősatya itt találkozott Ketúrával és Izsák itt talált rá feleségére, Rebekára. Miután Ketúrának Beershebában volt a szálláshelye, feltehetőleg Ábrahám mind a hat gyermeke is itt született.

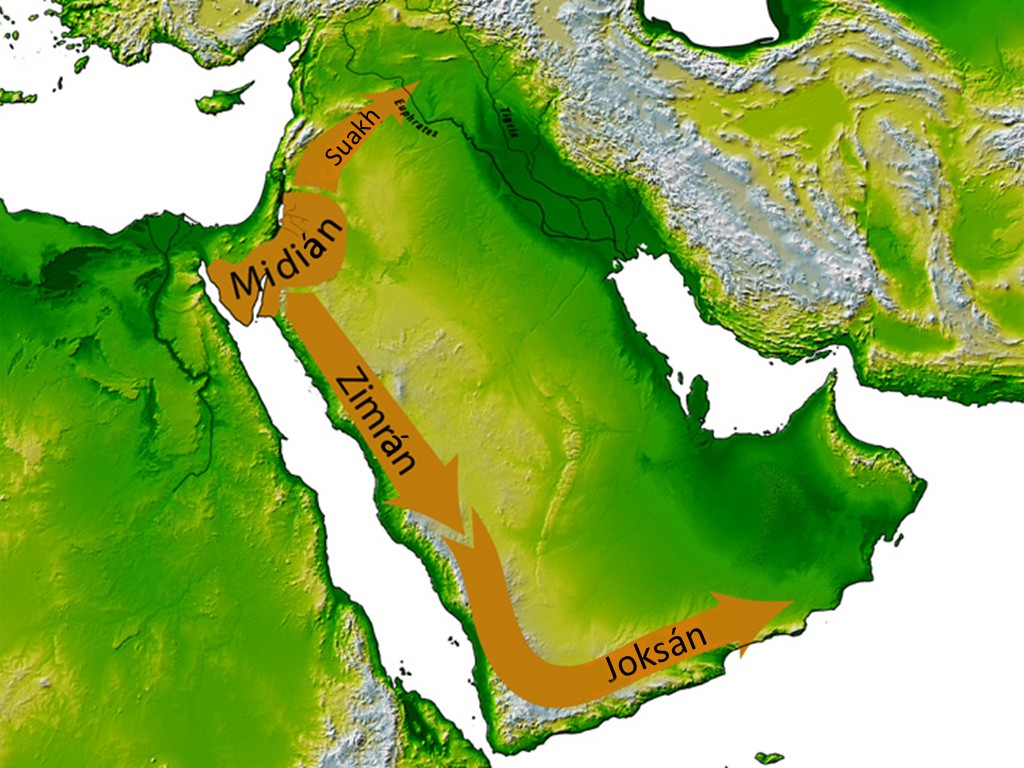
Ábrahám és Ketúrá gyermekeinek feltételezett szálláshelye.

Mivel a Szentírás a sorban a második helyen említi meg Joksán nevét, ezért széles körben elfogadott, hogy ő lehetett Ábrahám és Ketúrá másodszülött fia. Több Biblia-kutató azonban kétségbe vonja ezt a feltételezést. Ők Ketúrá származását kutatva jutottak arra a következtetésre, hogy esetleg Ábrahám második felesége Joktántól származik, és így ő Ábrahám rokona. Az elmélet alapját az a bibliai szokás vetette meg, hogy az elsőszülött fiúk gyakran anyai nagyapjuk nevét kapták. Joksán neve pedig mindössze egy betűben különbözik Joktánétól, ami az elbeszélés több ezer éves korára való tekintettel elhanyagolható különbség. Ennek bizonyítékaként több kutató úgy véli, hogy nem Zimrán, hanem Joksán volt az elsőszülött gyermek (bővebben lásd: Ketúrá). A Biblia megemlíti, hogy Ábrahám Ketúrától származó gyermekeit egy idő után gazdagon megajándékozza és elküldi őket az ígéret földjéről, Kánaánból. Ennek feltehetőleg az az oka, hogy Ábrahám Izsák számára biztosítani akarta az Úrral megkötött szövetség beteljesülését. Joksán a források szerint gazdag területeket kapott, amely szintén utalhat elsőszülöttségére.
Josephus Flavius ad hírt Joksán későbbi életéről, aki műveiben Joksánt feltehetőleg Jazar névvel illette. A római történetíró szerint Ábrahám napkeletre küldte fiait, és személyesen jelölte ki nekik új szálláshelyüket. Ez a mai Arab-félsziget területét jelentette egészen Arabia Felix, azaz a mai Jemen, a korábbi Sába királyságának a vidékét a Vörös-tenger mentén. Joksán pedig éppen a félsziget legdélebbi részét kapta osztályrészül, a később legendás gazdagságáról ismert Sába királyságát.
A gazdag déli területek feletti uralmát örökíti meg az az arab hagyomány, miszerint Joksánt a déli arabok ősatyjának tekintik, és gyakran Kahtannal, egy ősi dél-arábiai vezérrel azonosítják. Érdekes módon a Kahtan eredeti kilétét kutató arab tudósok sem tudnak eligazodni a bibliai Joksán és Joktán neve között.